# Château du Fresne (Authon)
Le château du Fresne est situé sur la commune d'Authon, dans le département de Loir-et-Cher.

## Historique
Le monument fait l’objet d’une inscription au titre des monuments historiques depuis le 21 juillet 1961.
Le 30 août 2021, un incendie s’est déclenché, endommageant la toiture d'une des dépendances.

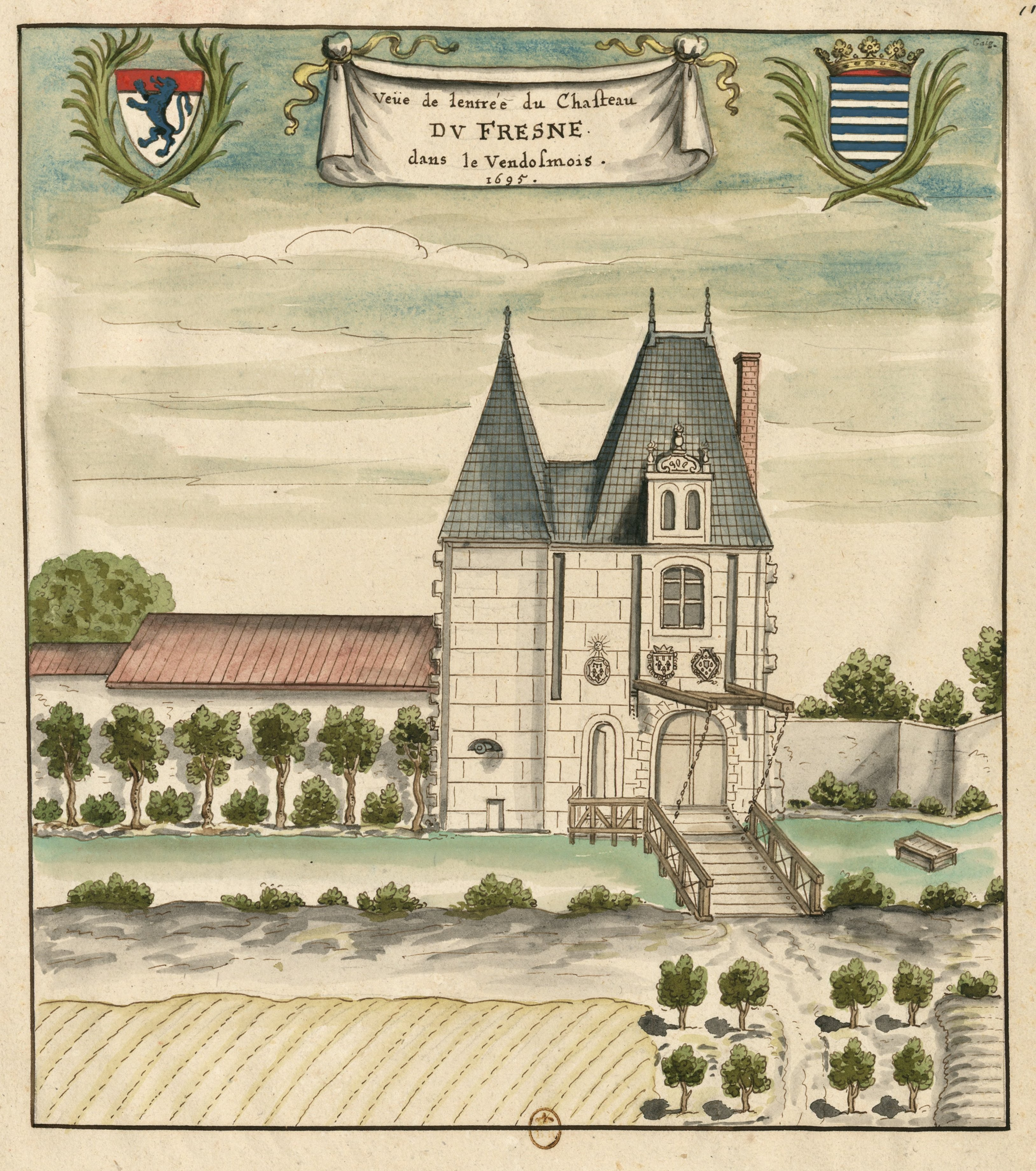
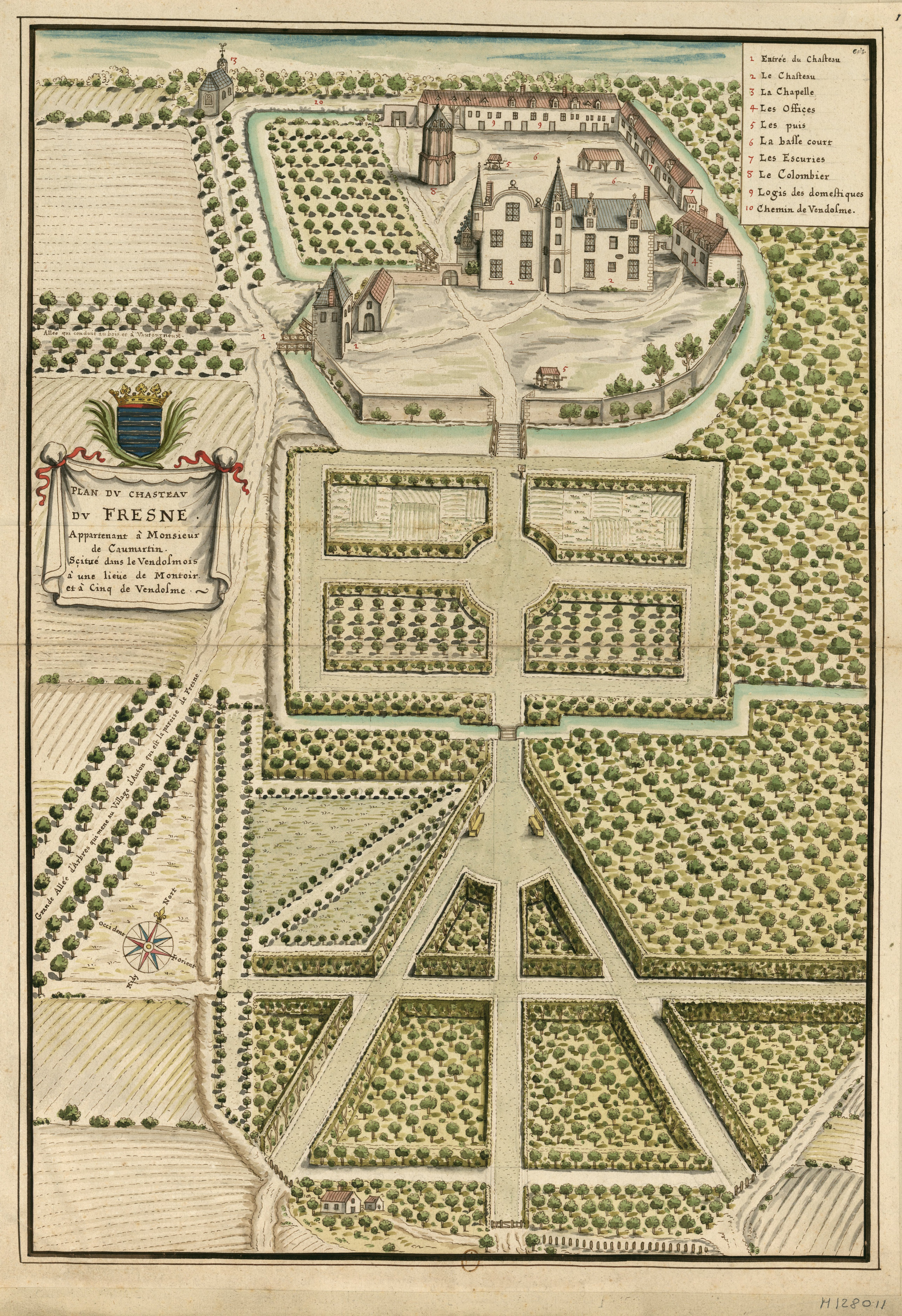
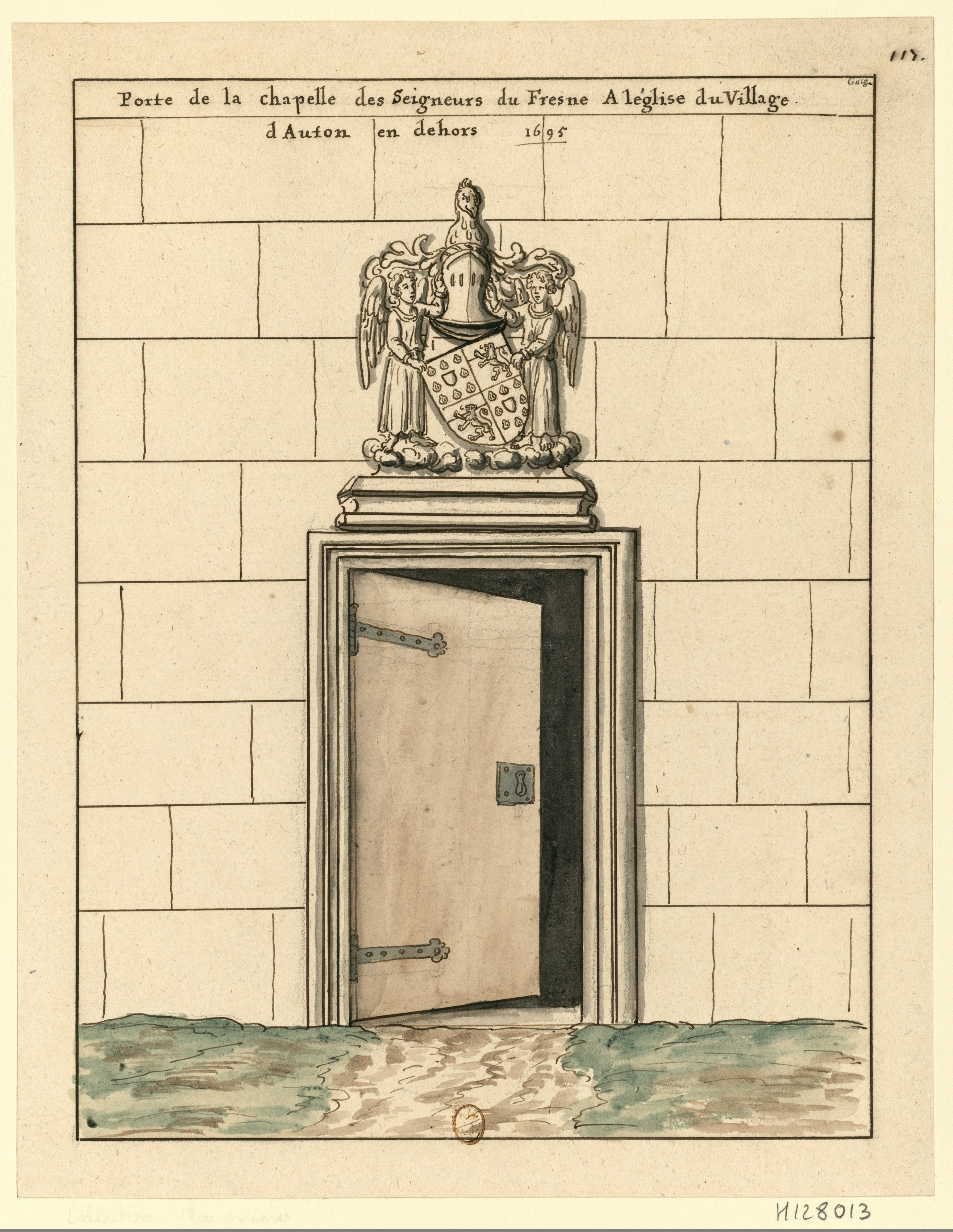
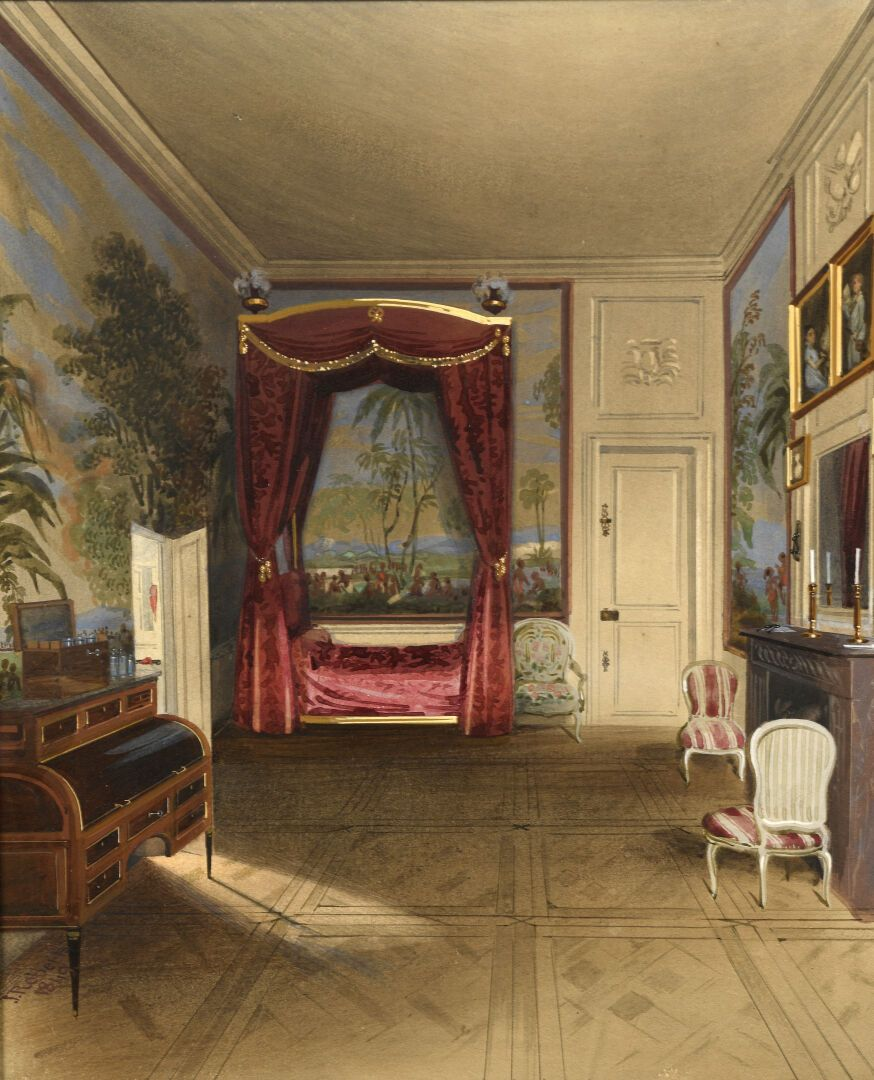
Chambre du général Pierre Cuillier-Perron, vue depuis la fenêtre.
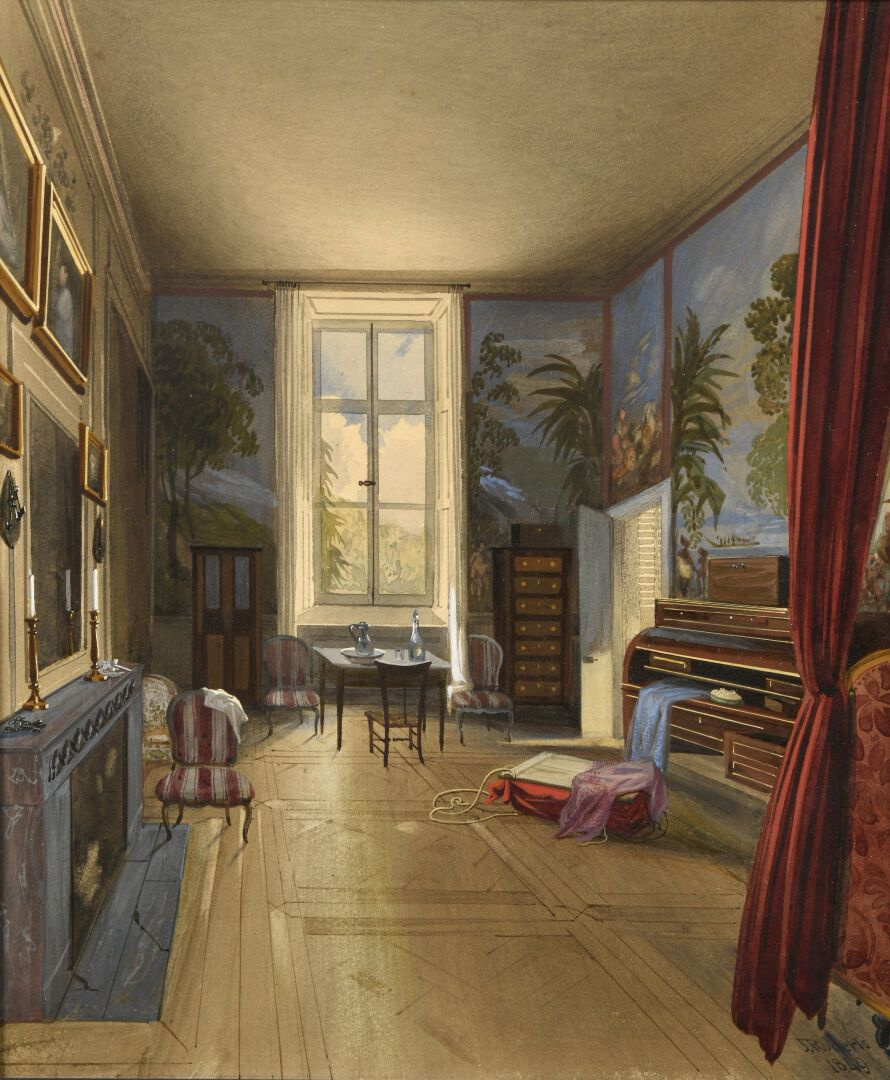
Chambre du général Pierre Cuillier-Perron, vue depuis la porte d'entrée.